# Aranka Vágási
Aranka Vágási (ur. w 1954) – węgierska lekkoatletka, która specjalizowała się w rzucie oszczepem.
W 1977 roku wywalczyła brązowy medal podczas uniwersjady w Sofii. Medalistka mistrzostw Węgier. Rekord życiowy: 61,12 (1977).